# لويس ليوبولد بولي
لويس لوبولد بولي (بالفرنسية: Louis-Léopold Boilly)‏ هو رسام فرنسي ولد في يوم 5 يوليو 1761 في قرية لا باسيه في شمال فرنسا، برز في أواخر العصر الملكي وعصر الثورة الفرنسية والعصر النابليوني الإصلاح البوربوني وفي عصر ملكية يوليو، رسم عدة لوحات بورتريه لعدة شخصيات مثل ماكسمليان روبسبير وجان أنطوان هودون وشارل لويس هافاس وفرانسوا أدريان بولديو وإدوارد جينر، توفي في يوم 4 يناير 1845.

## روابط خارجية
- لويس ليوبولد بولي على موقع الموسوعة البريطانية (الإنجليزية)
- لويس ليوبولد بولي على موقع ديسكوغز (الإنجليزية)